# Jan Broeksz
Johannes Bartholomeus (Jan) Broeksz (ur. 12 lutego 1906 w Amsterdamie, zm. 19 listopada 1980 w Hilversum) – holenderski polityk i dziennikarz, deputowany krajowy i europejski.

## Życiorys
Najstarszy syn socjalisty Johannusa Adrianusa i Johanny z domu Godfroij. Ukończył szkołę średnią, odbył dwuletni kurs z ekonomii na Uniwersytecie Amsterdamskim. Początkowo pracował w branży ubezpieczeń. Od 1929 zatrudniony u nadawcy VARA (powiązanego z partią socjalistyczną), gdzie był m.in. szefem biura, reporterem oraz kierownikiem działu sportu i wiadomości. W okresie II wojny światowej zwolnił się z pracy w proteście przeciwko powołaniu na szefa redakcji Rosta van Tonningena. Przeszedł do pracy w przedsiębiorstwie poczt i telegrafów i działał w ruchu oporu. Po wojnie zajmował kierownicze stanowiska w organach związanych z mediami, m.in. jako dyrektor programowy Holenderskiej Unii Radiowej, członek fundacji nadzorującej krajową telewizję, a od 1969 wiceszef Nederlandse Omroep Stichting. Pełnił też funkcję dyrektora Europejskiej Unii Nadawców i VARA (1966–1971). W 1971 przeszedł na emeryturę.
Przed wojną wstąpił do Socjaldemokratycznej Partii Pracy, w 1946 przekształconej w Partię Pracy. W latach 1935–1941 i 1945–1962 radny miejski Hilversum. Od 1956 do śmierci pozostawał deputowanym Eerste Kamer, od 1968 do 1975 także szefem frakcji. Od listopada 1970 do czerwca 1979 oddelegowany do Parlamentu Europejskiego.
Od 1940 był żonaty z Elisabeth van Voorthuijzen, miał córkę. Jego imieniem nazwano nagrodę przyznawaną przez VARA.